# Setge de Leningrad
El setge de Leningrad, també conegut com el blocatge de Leningrad (rus: блокада Ленинграда; transcripció: blokada Leningrada) va tenir lloc per part de l'Alemanya nazi sobre la ciutat de Leningrad (avui Sant Petersburg) durant la Segona Guerra Mundial; es tracta del setge més llarg de la història sobre una ciutat. El pla alemany tenia el nom clau d'Operation Nordlicht (Operació Llum del Nord), i el mariscal Wilhelm Ritter von Leeb buscava conquerir ràpidament la ciutat; els soviètics, però, van construir una intricada defensa al voltant de la ciutat, camuflant edificacions històriques amb xarxes que impedien determinar el seu perfil, i van arribar a omplir tot el subsòl d'explosius per volar la ciutat si aquesta finalment era conquerida, incloent-hi tant els enemics com la població civil.
Hitler, però, davant la perspectiva d'haver de mantenir una població enemiga de més de 3.000.000 d'habitants, ordenà que Leningrad fos assetjada i que es deixés morir la població de fam i de fred. El setge s'estengué gairebé 900 dies, entre el 8 de setembre de 1941 fins al 27 de gener de 1944, i la població russa va ser sotmesa a la més increïble lluita per a la supervivència, on l'exhauriment dels aliments portà una part de la població al canibalisme. Famílies senceres van morir de fam i fred a les seves llars; els habitants de la ciutat van acabar amb els coloms, gats i rates; i Leningrad va estar a punt de morir si no hagués estat pel corredor que s'establí a través del llac congelat Làdoga, per on arribava un magre ajut als assetjats. Els morts van superar els 2.200.000 fins a l'alliberament de la ciutat.

## Fortificacions i ofensiva alemanya
El 27 de juny de 1941, l'administració del Consell de Diputats de Leningrad decidí mobilitzar centenars de civils per la construcció de fortificacions. Es construïren moltes defenses. Una de les fortificacions anava des del riu Luga a Chudovo, Gàtxina, Uritsk, Pulkovo i llavors pel riu Neva. L'altre passava a través de Peterhof a Gàtxina, Pulkovo, Kolpino i a Koltushy. Durant la dècada dels 30 s'havia construït una altra línia defensiva contra els finesos (KaUR) als suburbis del nord de la ciutat, i ara es tornaria a emprar. En total, hi havia 190 km de blocats de fusta, 700 km de trinxeres antitancs, 5.000 emplaçaments de terra i fusta i 25.000 km de trinxeres obertes construïts pels civils. Fins i tot, els canons del creuer "Aurora" van ser muntats sobre els turons de Pulkovskiye al sud de Leningrad. Els bombardeigs alemanys van matar milers de civils a Leningrad.
Quan les tropes soviètiques del Front Nord-oest van ser derrotades a les Repúbliques Soviètiques Bàltiques els darrers dies de juny, la Wehrmacht va forçar la marxa cap a Ostrov i Pskov. El 10 de juliol, ambdues ciutats van ser conquerides i els alemanys arribaren a Kunda i a Kingisepp, des d'on van dirigir-se cap a Leningrad des de Narva, i des del sud-est i també cap al nord i sud del Llac Ilmen per tal d'aïllar Leningrad des de l'est i unir-se als finesos a la ribera est del Llac Ladoga. La darrera connexió ferroviària de Leningrad va ser anul·lada el 30 d'agost, quan els alemanys van arribar al Riu Neva. El setge de Leningrad començà formalment el 4 de setembre. El 8, la darrera connexió terrestre de l'assetjada ciutat va tancar-se quan els alemanys arribaren al Llac Ladoga a Orekhovets. Els bombardeigs del 8 de setembre causaren 178 incendis. A inicis d'octubre, els alemanys van refusar l'assalt a la ciutat, que es preveia llarg i costos en vides i material, i la directiva de Hitler del 7 d'octubre, signada per Alfred Jodl, recordava que no acceptessin la capitulació.
Tot i que Espanya no entrà oficialment a la guerra, aportà tropes voluntàries a Alemanya a l'anomenada Divisió Blava, amb l'objectiu de lluitar contra el comunisme. Durant el setge de la ciutat, aquesta divisió formà part del XVI Exèrcit alemany, provocant greus pèrdues als soviètics. Entre l'octubre de 1941 i l'agost de 1942 van servir als afores de Nóvgorod, i després serviren al sud-est del cèrcol, fins a l'octubre de 1943.

## Ofensiva finesa a Carèlia
A l'agost, els finesos reconqueriren l'Istme de Carèlia, amenaçant Leningrad des de l'oest, i avançant per Carèlia a l'est del Llac Ladoga, amenaçant Leningrad pel nord. En qualsevol cas, les forces fineses s'aturaren a les fronteres de 1939. L'Alt Comandament finès rebutjà les demandes alemanyes que realitzessin atacs aeris contra Leningrad i que no avancessin cap al sud del riu Svir a l'ocupada Carèlia Oriental. Al sud, els alemanys capturaren Tikhvin el 8 de novembre i avançaren al nord, connectant amb els finesos al riu Svir. Un contraatac soviètic forçà els alemanys a retirar-se de Tikhvin el 9 de desembre pel riu Volkhov.

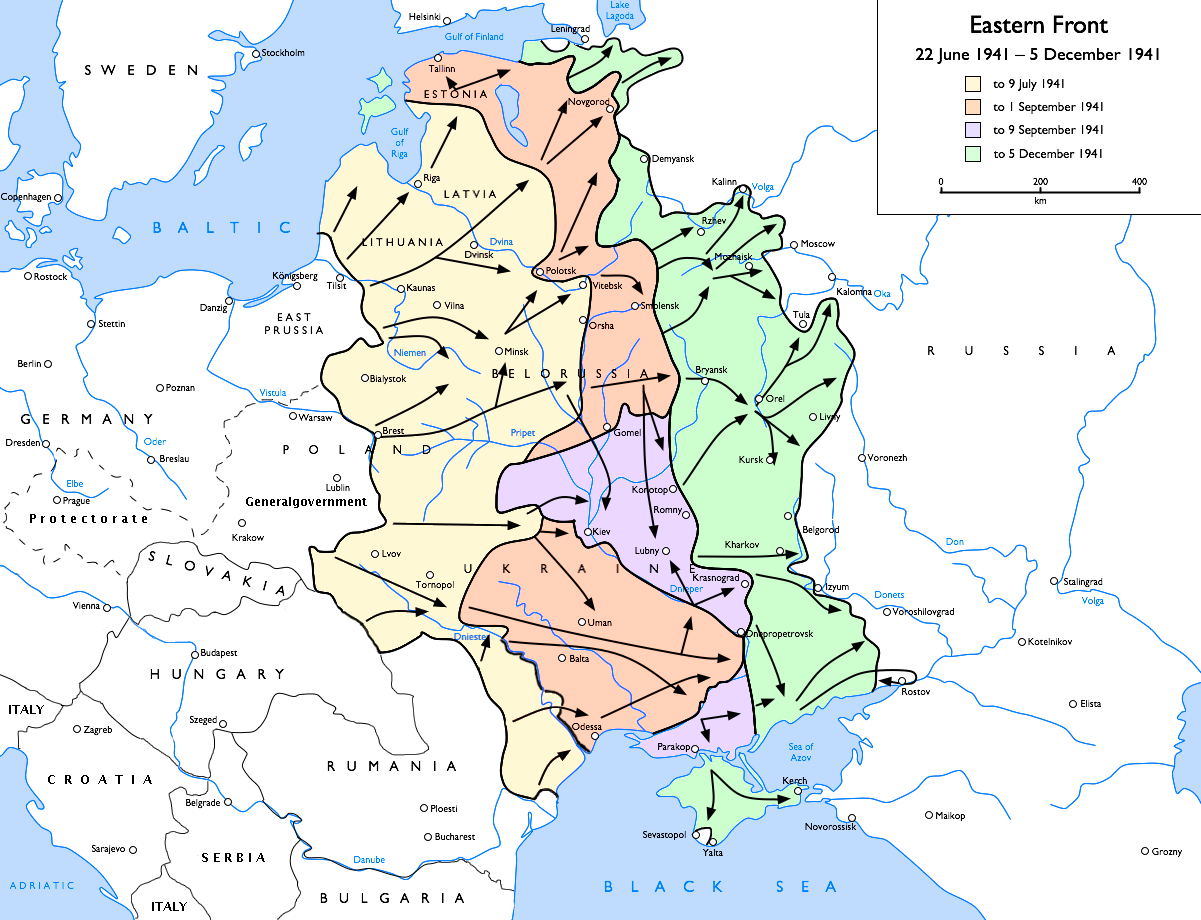
El Front Oriental a l'inici del Setge de Leningrad.

El 4 de setembre, Jodl provà de persuadir a Mannerheim perquè prosseguís l'ofensiva finesa, però Mannerheim ho refusà. Després de la guerra, l'expresident finès Ryti digué: "El 24 d'agost de 1941 vaig visitar el quarter general del mariscal Mannerheim. Els alemanys ens animaven a creuar l'antiga frontera i a continuar l'ofensiva cap a Leningrad. Vaig dir que la captura de Leningrad no era el nostre objectiu i que no prendríem part en allò. Mannerheim i el ministre de la guerra Walden estaven d'acord amb mi i van rebutjar els oferiments dels alemanys. El resultat va ser una situació paradoxal: els alemanys no eren capaços d'apropar-se a Leningrad des del nord...". Més tard es comprovà que no hi havia hagut un bombardeig sistemàtic o setge des del territori finès.
Pel seu costat, els soviètics no en sabien res del que havien parlat Ryti i Mannerheim amb els alemanys, i ningú no sabia del cert si les seves paraules eren per sempre o només fins que la victòria alemanya estigués a les mans. En qualsevol cas, la mera amenaça d'un atac finès complicava la defensa soviètica de Leningrad. Per exemple, en un punt el Comandant de Front Markian Popov no podia enviar certes reserves contra els alemanys perquè eren necessàries per reforçar la defensa de l'istme de Carèlia per part del 23è exèrcit. Mannerheim ordenà el 31 d'agost aturar l'atac quan s'hagués arribat a la frontera de 1939, a la vora del Golf de Finlàndia i del Llac Ladoga. Quan els finesos van començar a arribar a aquell punt durant els primers dies de setembre, Popov advertí que els finesos afluixaven la pressió ràpidament i el 5 de setembre envià dues divisions al front alemany. Posteriorment, a l'estiu de 1942, un Destacament Naval K especial va ser format sota el comandament operatiu finès. El seu propòsit era patrullar les aigües del llac Ladoga, tot i que dificultaria la ruta dels subministraments de Leningrad al Ladoga sud amb l'assistència de forces navals alemanyes i italianes.

## Subministraments

### Menjar

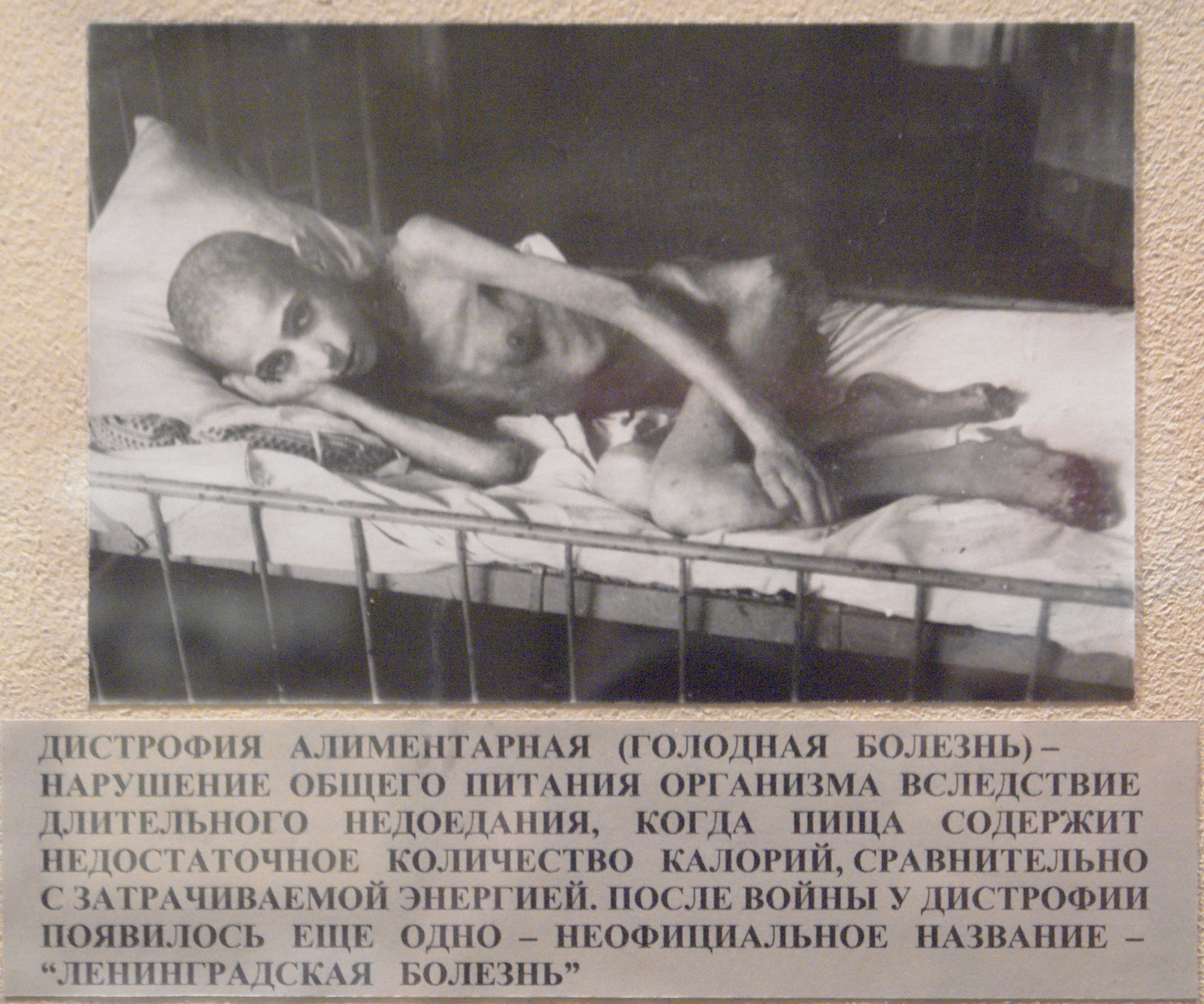
Una víctima de la fam a Leningrad, patint distròfia al 1941.

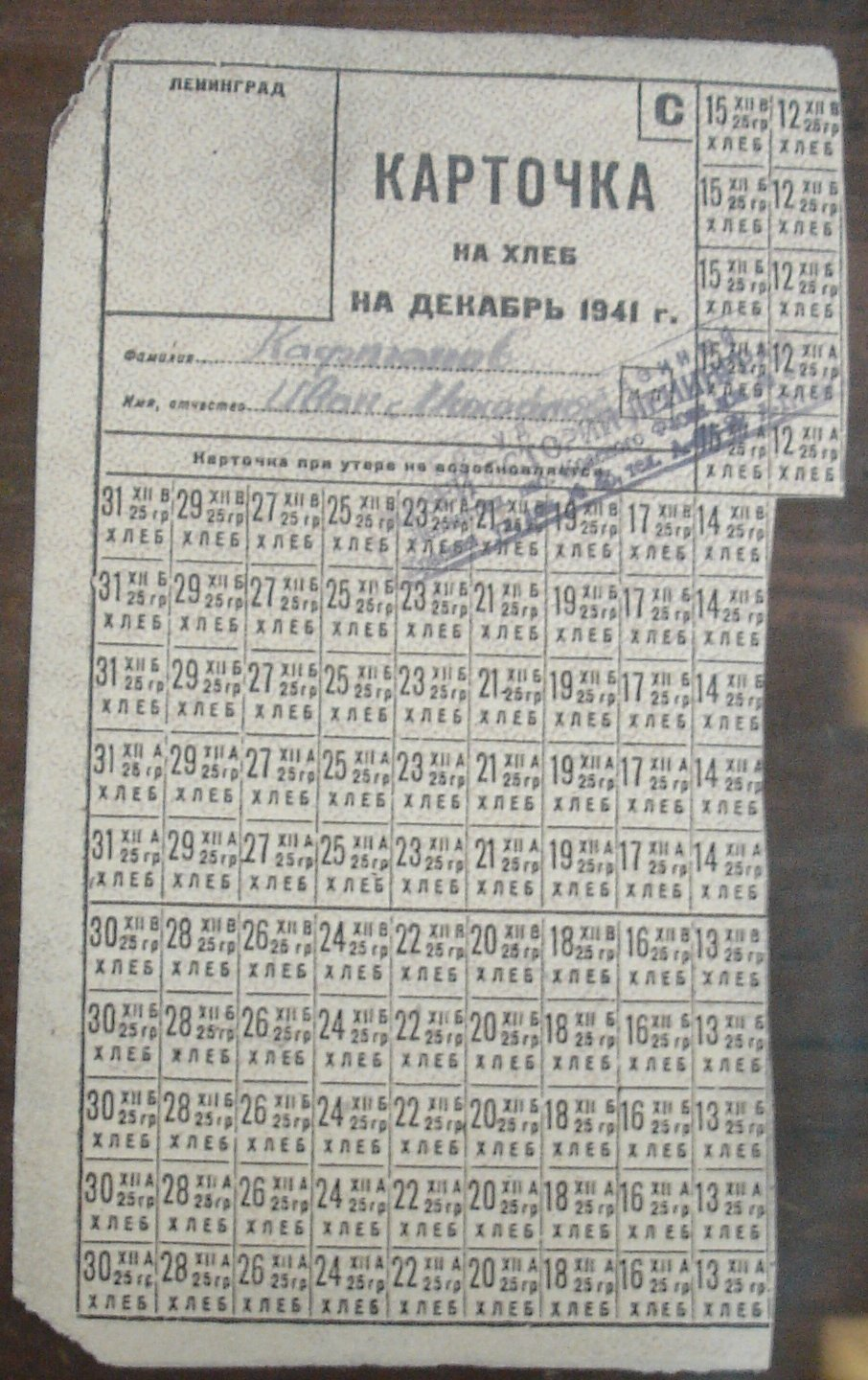
Cupons del racionament del pa

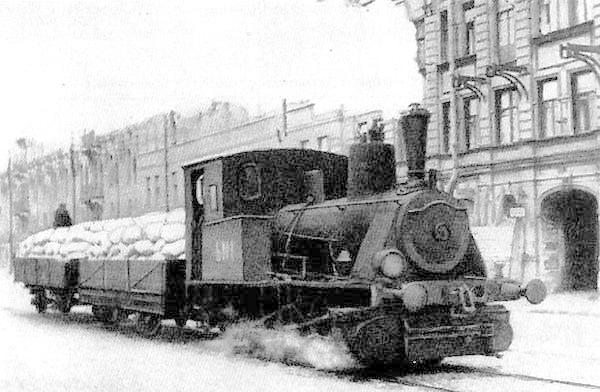
Leningrad rep subministraments de gra al 1942

El 2 de setembre, les racions es van veure reduïdes: els treballadors manuals tenien 600 grams de pa al dia; els empleats de l'estat, 400 grams, i els nens i la gent dependent, 300 grams al dia.
Després que el bombardeig massiu de la ciutat comencés el 8 de setembre de 1941, gairebé tots els magatzems de menjar van ser destruïts, per la qual cosa moltes reserves de menjar com gra, sucre i farina van desaparèixer en bombardeigs i incendis. Els incendis van continuar per tota la ciutat, car els nazis van bombardejar la ciutat sense descans durant mesos, utilitzant tota mena de bombes incendiàries i bombarders pesants durant el 1941 i el 1942.
Als primers dies després que el setge comencés, la gent deixà d'anar als restaurants, que feien servir un 12% dels greixos i un 10% de la carn consumida a la ciutat. Ben aviat, els restaurants van tancar, s'inicià el racionament de menjar com a única forma de salvar vides, i els diners van ser obsolets.
El 12 de setembre de 1941 es calculà que les provisions tant per als soldats com per als civils durarien com segueix:
| gra i farina      | 35 dies |
| avena i macarrons | 30 dies |
| carn              | 33 dies |
| greixos           | 45 dies |
| sucre             | 60 dies |

El mateix dia tingué lloc una nova reducció de menjar: els treballadors rebrien 500 grams de pa; els empleats i els nens, 300 grams; i els dependents, 250 grams. Les racions de carn també es veieren reduïdes, però les de sucre i greixos augmentaren. L'Exèrcit i la Flota del Bàltic portaren racions d'emergència, però no van ser suficients, i es van allargar durant setmanes. La flotilla del llac Ladoga no estava equipada per a la guerra, i gairebé va ser totalment destruïda per l'aviació alemanya. Moltes barcasses amb gra van ser enfonsades al Llac Ladoga només al setembre de 1941. Una part significativa d'aquest gra va poder ser rescatat per submarinistes. Aquest gra va poder ser portat de nit a la ciutat i usat per coure pa. Quan la ciutat es quedà sense reserves de farina de malta, es van emprar altres substituts, com cel·lulosa o cotó. També s'utilitzà la civada dels cavalls, mentre que els animals menjaven serradures.
Durant el primer any del setge, la ciutat patí 5 reduccions de menjar: dues al setembre del 1941, una a l'octubre del 1941 i dues al novembre del 1941. La darrera reducció deixà el consum diari a 250 grams per als obrers i 125 grams als civils. Els informes de canibalisme van començar a aparèixer a l'hivern de 1941-42, després que tots els ocells, rates i mascotes fossin menjats pels supervivents. El racionament s'alleujà quan molts jardins es convertiren en horts oberts a la ciutat el 1943.

### Electricitat i energia
Atesa la manca de subministrament d'energia, moltes fàbriques van tancar i, al novembre, tot el transport públic va tancar (la primavera de 1942, algunes línies de tramvia van reactivar-se, però els autobusos i els trolebusos van restar inoperatius fins al final de la guerra). L'ús de l'electricitat va ser prohibida a tot arreu, excepte al Quarter General de l'Estat Major General, Smolny, els comitès de districtes, les bases de defensa aèria i en algunes altres institucions. Al final de setembre, els subministraments de carbó i petroli es van acabar: l'única opció per crear energia eren els arbres. El 8 d'octubre, el comitè executiu de Leningrad i el comitè executiu regional decidiren començar a tallar fusta al districte de Pargolovo i també al districte de Vsevolzhskiy al nord de la ciutat; per al 24 d'octubre, només un 1% del pla de tallar fusta s'havia portat a terme.

## Pèrdues

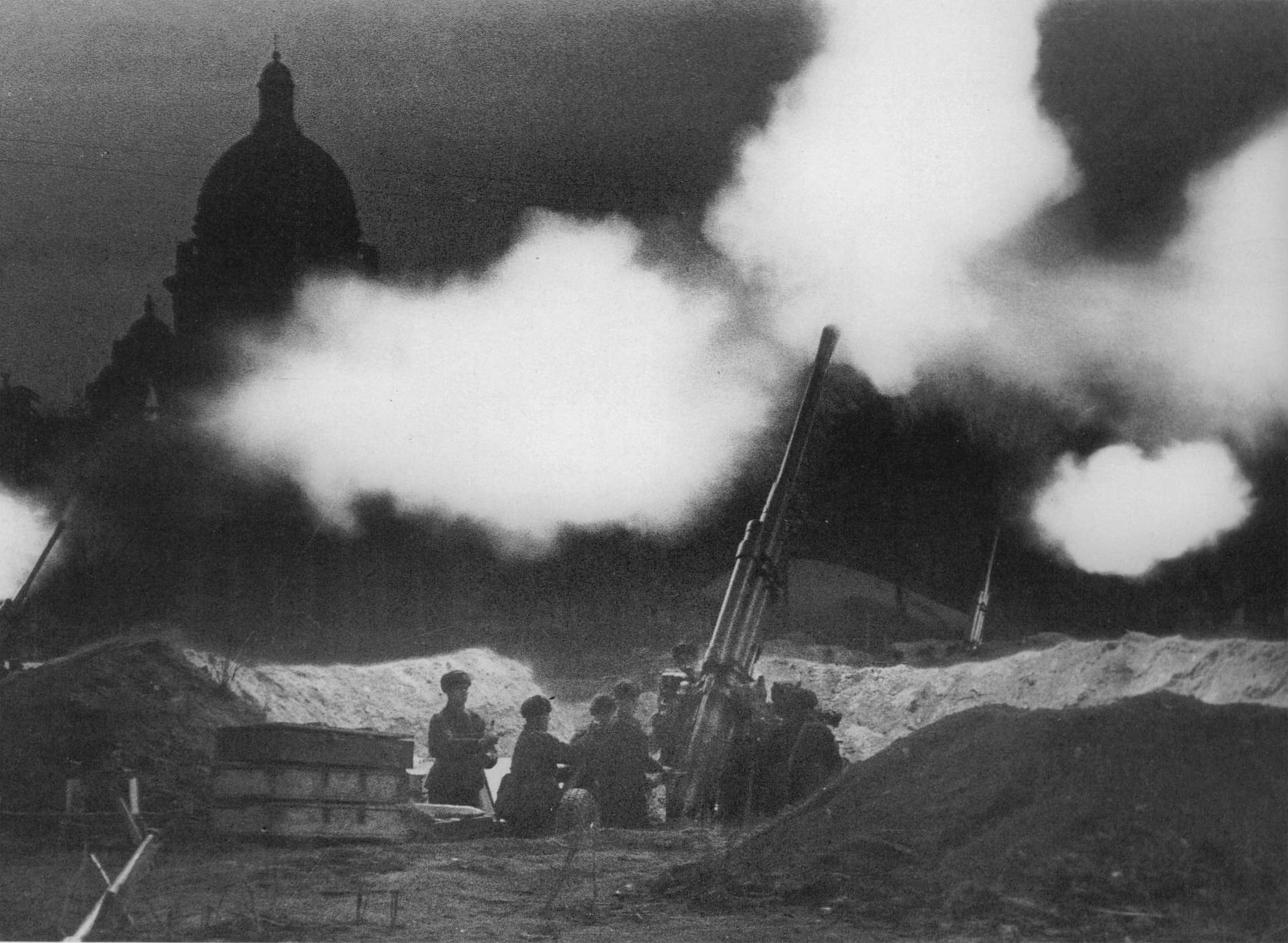
Canons antiaeris protegint la Catedral de Sant Isaac dels avions de la Luftwaffe el 1941.

Prop d'1.300.000 persones van aconseguir fugir de la ciutat assetjada de Leningrad entre setembre de 1941 i novembre de 1943. Uns altres 1,2 milions van morir a la ciutat. Només van quedar-hi 700.000 persones d'una població de 3 milions abans de la batalla. Entre tots els que van deixar la ciutat hi havia soldats, treballadors, dones i nens. Dels 700.000 supervivents, 300.000 eren soldats que van venir de tots els racons del país per ajudar a l'assetjada ciutat de Leningrad.
86 indústries estratègiques van ser evacuades de la ciutat. Moltes indústries, màquines, equipament elèctric, eines i instrumental van ser traslladats pels treballadors. Algunes indústries de defensa, com la LMZ, les drassanes de l'almirallat i la Planta Kirov, entre altres indústries, van romandre a la ciutat i van seguir produint armament i munició per als defensors.
Els nazis van aconseguir tallar gairebé tots els subministraments a Leningrad, per això gairebé tot el menjar desaparegué, les indústries tèxtils van tancar, i moltes escoles i molts serveis públics esdevingueren obsolets, causant un èxode massiu de dones i nens. Centenars d'edificis, escoles públiques, hospitals i indústries van ser destruïts pels bombardeigs nazis i pels atacs aeris.
Els museus i palaus dels suburbis van ser destruïts i saquejats pels nazis, mentre que el personal dels museus intentava de protegir algunes peces. Només parts de les col·leccions d'art dels famosos palaus dels tsars de la rodalia de la ciutat van ser evacuats a temps, mentre que part de les col·leccions eren emmagatzemades als soterranis de l'Hermitage fins al final de la guerra.

### El camí de la Vida
El 8 de setembre, els alemanys havien envoltat la ciutat, bloquejant totes les rutes de subministraments a Leningrad i els seus afores excepte un petit corredor a través del Llac Ladoga. Incapaços de completar la missió tot i el seu avantatge, i encarant una defensa ferotge de la ciutat organitzada pel mariscal Júkov, els exèrcits alemanys van allargar el setge de la ciutat durant 872 dies. Al caos del primer hivern, no hi havia cap pla d'evacuació preparat ni executat per a la ciutat i la ciutat i els seus suburbis van quedar totalment aïllats i afamats fins al 20 de novembre de 1941, quan s'establí una carretera sobre el gel del llac Ladoga. La matança a la ciutat pels bombardeigs i la fam (especialment al primer hivern) va ser exagerada. Un dels ajudants de Nikolai I. Vavílov morí de fam envoltat de llavors comestibles perquè el banc de llavors (amb més de 20.000 exemplars) estigués disponible per a les generacions futures.
Aquesta carretera al gel, anomenada el "Camí de la Vida" (en rus:Дорога жизни)] només es podia usar a l'hivern, i durant la resta de l'any s'empraven vaixells. Amb tot, portà menjar i permeté que els civils poguessin marxar, i permeté que la ciutat pogués resistir. El 15 d'abril de 1942 les tropes de la Unió Soviètica aconsegueixen obrir la línia de ferrocarril de Leningrad, trencant el setge de les tropes alemanyes

## La contraofensiva soviètica
El setge continuà fins al gener de 1944. L'encerclament es trencà com a resultat de l'Operació Guspira, una ofensiva dels Fronts de Leningrad i de Volkhov. Aquesta ofensiva començà el matí del 12 de gener de 1943. Després de combats ferotges, les unitats de l'Exèrcit Roig aconseguiren superar les poderoses fortificacions al sud del Llac Ladoga i, el 18 de gener, els fronts de Leningrad i Volkhov es van trobar, obrint un corredor per terra fins a la ciutat assetjada. El gener de 1944, una ofensiva soviètica expulsà els alemanys dels suburbis del sud de la ciutat, finalitzant el setge. Finalment, a l'estiu de 1944, els finesos van ser expulsats fins a l'altra riba de la Badia de Vyborg i el riu Vuoksi.

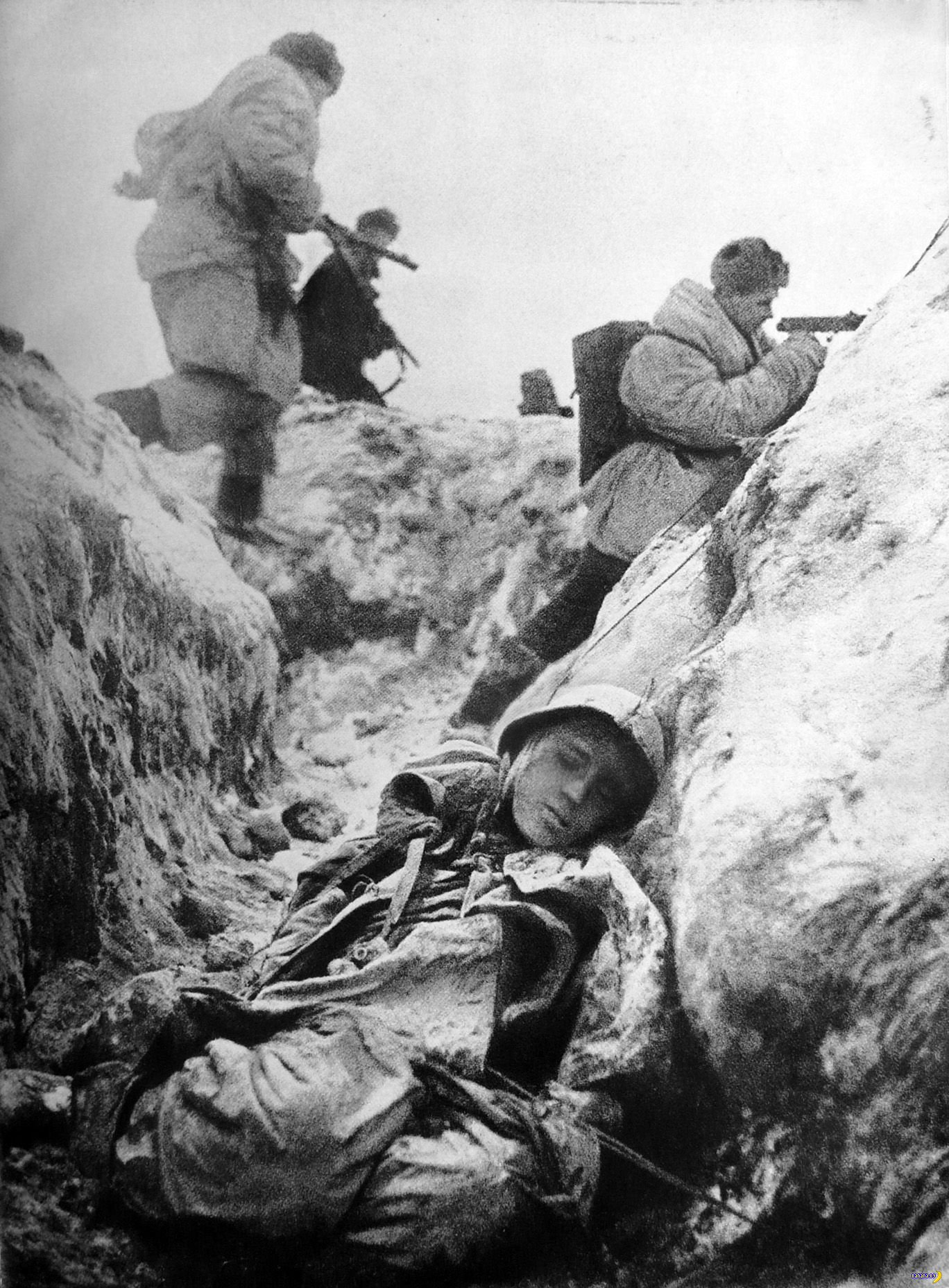
Trinxera soviètica durant la contraofensiva de Leningrad, el 21 de desembre de 1943, poc abans de trencar el setge.

## Després de la batalla

### Leningrad
El nombre total de pèrdues humanes durant els 29 mesos de setge s'estima en un milió i mig, comptant tant les víctimes civils com les militars. Els arxius soviètics de l'època de Stalin estan incomplets, car el nombre de víctimes durant el setge no és segur, atès que milers de persones sense registrar que vivien a la ciutat abans de la guerra van morir sense que en quedés cap registre. Prop d'1.300.000 persones van aconseguir escapar mitjançant les evacuacions, principalment a peu. Al final del setge, Leningrad era una "ciutat fantasma", amb centenars d'edificacions en runes i abandonades, i una població que havia passat de 3 milions a 700.000. Després de la guerra, el govern soviètic xifrà en 670.000 morts registrades entre 1941 i gener de 1944, majoritàriament de fam i de resultes dels bombardeigs. Alguns estudis independents donen un nombre molt més elevat de morts, amb unes xifres entre 700.000 i 1,5 milions, sent les més estimades amb prop d'1.100.000. La major part de les víctimes estan enterrades al Cementiri de Piskarevskoye.
Les pèrdues econòmiques i humanes van causar danys incalculables als llocs històrics i centres culturals de la ciutat, sent part dels danys encara avui visibles, i alguns s'han preservat per commemorar a tots aquells que van donar les seves vides per salvar la ciutat.
Leningrad va rebre el títol de Ciutat heroica el 1945.

### Influència cultural
El setge per si mateix impressionà el subconscient dels habitants de Leningrad almenys durant una generació després de la guerra. Leningrad sempre s'havia enorgullit de ser un centre cultural, i l'elecció de cremar una llibreria (o un moble de 200 anys) o congelar-se de fred era present. Les condicions de la ciutat eren excessives, i la fam estava sempre present entre els assetjats. Per un altre costat, la ciutat resistí un setge de gairebé 3 anys, i la ciutat està orgullosa d'aquest fet: "Troia caigué, Roma caigué, Leningrad no caigué".
El Setge de Leningrad va ser commemorat a la dècada dels 50 per l'Anell Verd de Glòria, un cercle d'arbres i memorials per la històrica línia del front. Encara es poden veure els advertiments als ciutadans de per quin costat de la carretera havien de caminar per evitar els obusos alemanys.

#### El Setge en música
- Dmitri Xostakòvitx escrigué la Setena Simfonia, part de la qual va ser escrita sota les condicions del setge, per la Simfonia de Leningrad. D'acord amb Solomon Volkov, el testimoni del qual és discutit, Shostakovich digué "no és sobre Leningrad sota setge, és sobre el Leningrad que Stalin destruí i que Hitler rematà"
- El cantant americà Billy Joel escrigué una cançó titulada "Leningrad" que fa referència al famós setge. La cançó va sobre un jove rus, Viktor, que ha perdut al pare al setge.
- The Decemberists van escriure una cançó titulada "When the War Came" sobre l'heroisme dels científics civils durant la guerra. La lletra deia: "Li ho vam prometre a Vavílov /No trairem la solanacea/Els acres d'asteràcies /A les mossegades de la fam"
- L'àlbum "The Diarist'" del grup italià Dark Lunacy és sobre el setge.

#### El Setge en literatura
- A The Madonnas of Leningrad, l'escriptora americana Debra Dean narra la història de l'equip del Museu de l'Hermitage que salvà la col·lecció d'art durant el Setge.
- L'escriptora americana Elise Blackwell publicà "Hunger" el 2003, una popular dramatització històrica del setge.
- L'autora britànica "Helen Dunmore" escrigué "The Siege", on narra (en clau fictícia) els fets claus del setge i com afectà a aquells directament involucrats en la resistència.
- El 1981, Daniil Granin i Ales Adamovich publicaren The Blockade Book, basat en centenars d'entrevistes i diaris de la gent que va viure el setge. El llibre va ser molt censurat a la Unió Soviètica perquè el seu retrat del patiment humà contrastava amb la imatge "oficial" d'heroisme.
- El 1985 Montserrat Roig i Fransitorra va escriure sobre el setge de Leningrad a L'agulla daurada, després de la publicació de Mi viaje al bloqueo, on relata el setge a partir d'un seguit d'entrevistes que va fer in situ, convidada per l'editorial Progreso de Moscou.
- L'autor arab-israelià també mencionà Emil Habibi el setge en la seva història curta, part de la seva col·lecció The Love in my Heart".
- L'autor holandès Jaap ter Haar publicà la novel·la Boris el 1966; novel·la infantil-juvenil on es narra el setge a través dels ulls de Boris, un nen de 12 anys [traducció al català: Boris. Barcelona, Empúries, 2001]

#### El Setge en el cinema
- El director Andrey Tarkovskyva incloure múltiples escenes i referències al setge en la seva pel·lícula semiautobiogràfica El mirall.
- Tot just abans de morir el 1989, Sergio Leone treballava en una pel·lícula sobre el setge, basat en el llibre de Harrison Salisbury "The 900 Days". Leone va morir d'un infart tot just una setmana abans que entrés en producció.